# Saison 2021 de l'équipe cycliste féminine BikeExchange
La saison 2021 de l'équipe cycliste féminine BikeExchange est la dixième de la formation. L'équipe enregistre les arrivées de la Teniel Campbell, Arianna Fidanza et Urška Žigart. Toutefois la leader des années précédentes Annemiek van Vleuten quitte la formation.
Grace Brown confirme sa saison 2020. Elle remporte les Trois jours de la Panne en solitaire, puis est troisième du Tour des Flandres. Elle est reprise dans le finale de l'Amstel Gold Race. Elle gagne une étape du Tour de Burgos, puis est cinquième de La course by Le Tour de France puis quatrième du contre-la-montre aux Jeux olympiques. Amanda Spratt est quatrième de l'Amstel Gold Race et dans le top 10 des autres classiques ardennaises. Sarah Roy fait une saison régulière avec une huitième place à Gand-Wevelgem et le titre aux championnats d'Australie sur route. Georgia Williams réalise le doublé chrono-route aux championnats de Nouvelle-Zélande. Grace Brown est quatorzième du classement mondial et dixième du World Tour. BikeExchange est dixième des deux classements par équipes. 

## Préparation de la saison

### Partenaires et matériel de l'équipe

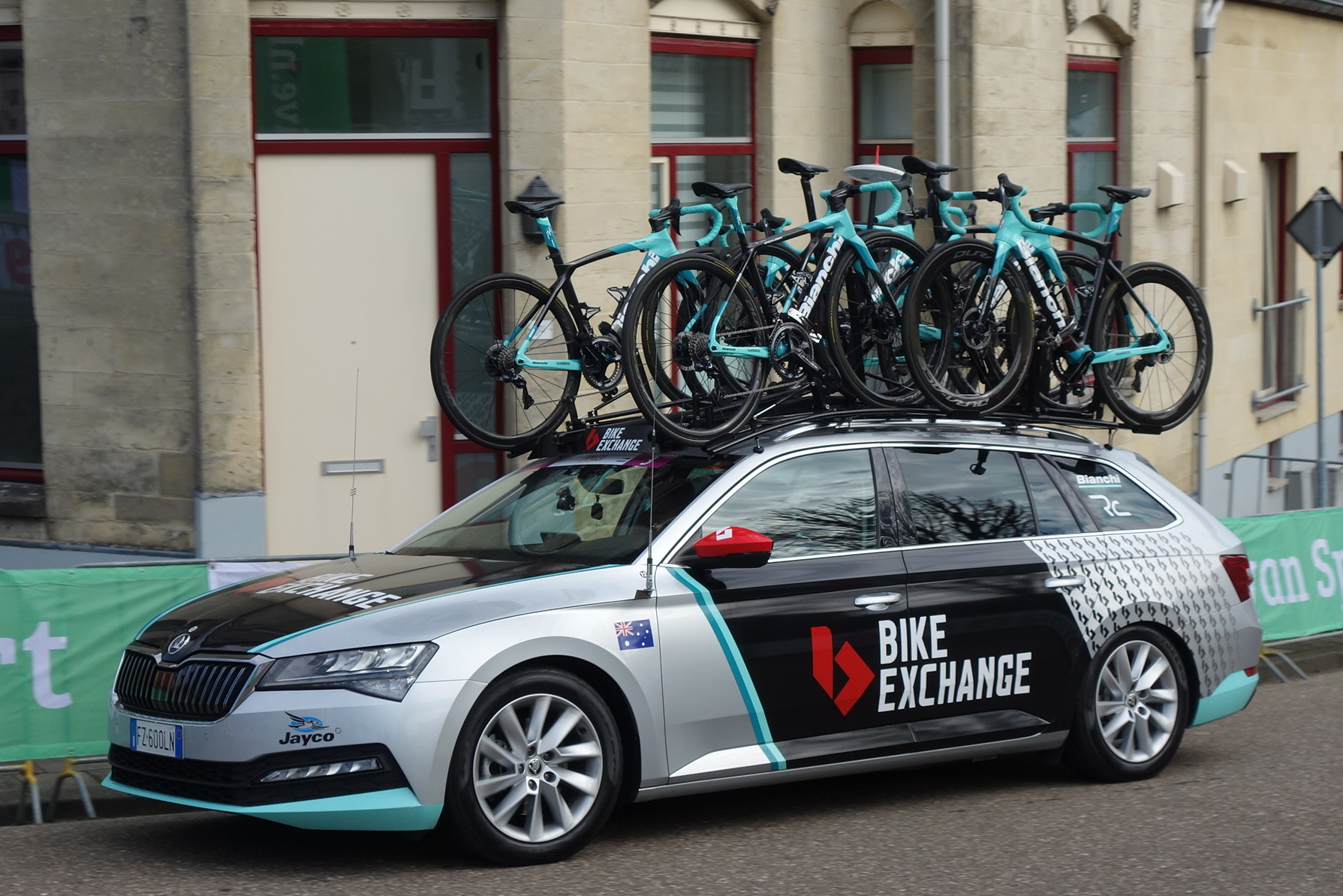
Voiture de l'équipe.

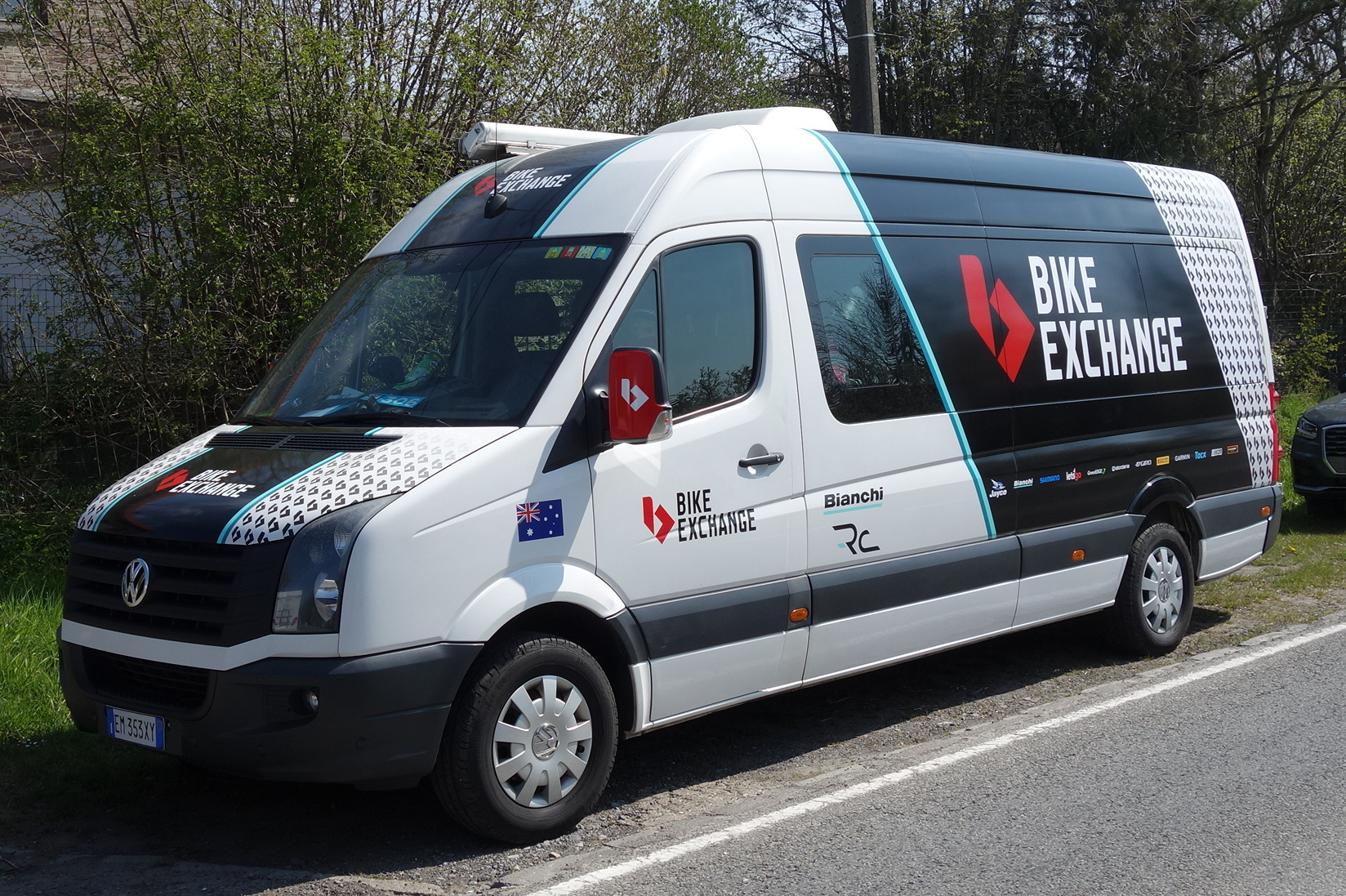
Bus de l'équipe.

L'équipe utilise des cycles Bianchi.

### Arrivées et départs
Leader emblématique de l'équipe, Annemiek van Vleuten part rejoindre la Movistar. La spécialiste des classiques Gracie Elvin quitte également l'équipe. En remplacement, BikeExchange mise sur la jeunesse en recrutant Teniel Campbell, Arianna Fidanza ou Urška Žigart. 
| Arrivées        | Équipe 2020           |
| --------------- | --------------------- |
| Teniel Campbell | Valcar-Travel Service |
| Arianna Fidanza | Lotto Soudal Ladies   |
| Ane Santesteban | Ceratizit-WNT         |
| Urška Žigart    | Alé BTC Ljubljana     |

| Départs              | Équipe 2021 |
| -------------------- | ----------- |
| Gracie Elvin         |             |
| Annemiek van Vleuten | Movistar    |

### Effectifs
| Effectif 2021            | Effectif 2021     | Effectif 2021     | Effectif 2021                             |
| Cycliste                 | Date de naissance | Pays              | Équipe précédente                         |
| ------------------------ | ----------------- | ----------------- | ----------------------------------------- |
| Jessica Allen            | 17 avril 1993     | Australie         | High5 Dream Team (2016)                   |
| Grace Brown              | 7 juillet 1992    | Australie         | Wiggle High5 (2018)                       |
| Teniel Campbell          | 23 septembre 1997 | Trinité-et-Tobago | Valcar-Travel & Service (2020)            |
| Janneke Ensing           | 21 septembre 1986 | Pays-Bas          | WNT-Rotor Pro Cycling (2019)              |
| Arianna Fidanza          | 6 janvier 1995    | Italie            | Lotto Soudal Ladies (2020)                |
| Lucy Kennedy             | 11 juillet 1988   | Australie         | High5 Dream Team (2017)                   |
| Jessica Roberts          | 11 avril 1999     | Royaume-Uni       | Breeze (2019)                             |
| Sarah Roy                | 27 février 1986   | Australie         | Poitou-Charentes.Futuroscope.86 (2014)    |
| Ane Santesteban          | 12 décembre 1990  | Espagne           | Ceratizit-WNT Pro Cycling (2020)          |
| Amanda Spratt            | 17 septembre 1987 | Australie         |                                           |
| Moniek Tenniglo          | 2 mai 1988        | Pays-Bas          | FDJ-Nouvelle Aquitaine-Futuroscope (2018) |
| Georgia Williams         | 25 août 1993      | Nouvelle-Zélande  | BePink (2016)                             |
| Urška Žigart             | 4 décembre 1996   | Slovénie          | Alé BTC Ljubljana (2020)                  |
|                          |                   |                   |                                           |
| Source : ProCyclingStats |                   |                   |                                           |

Portraits
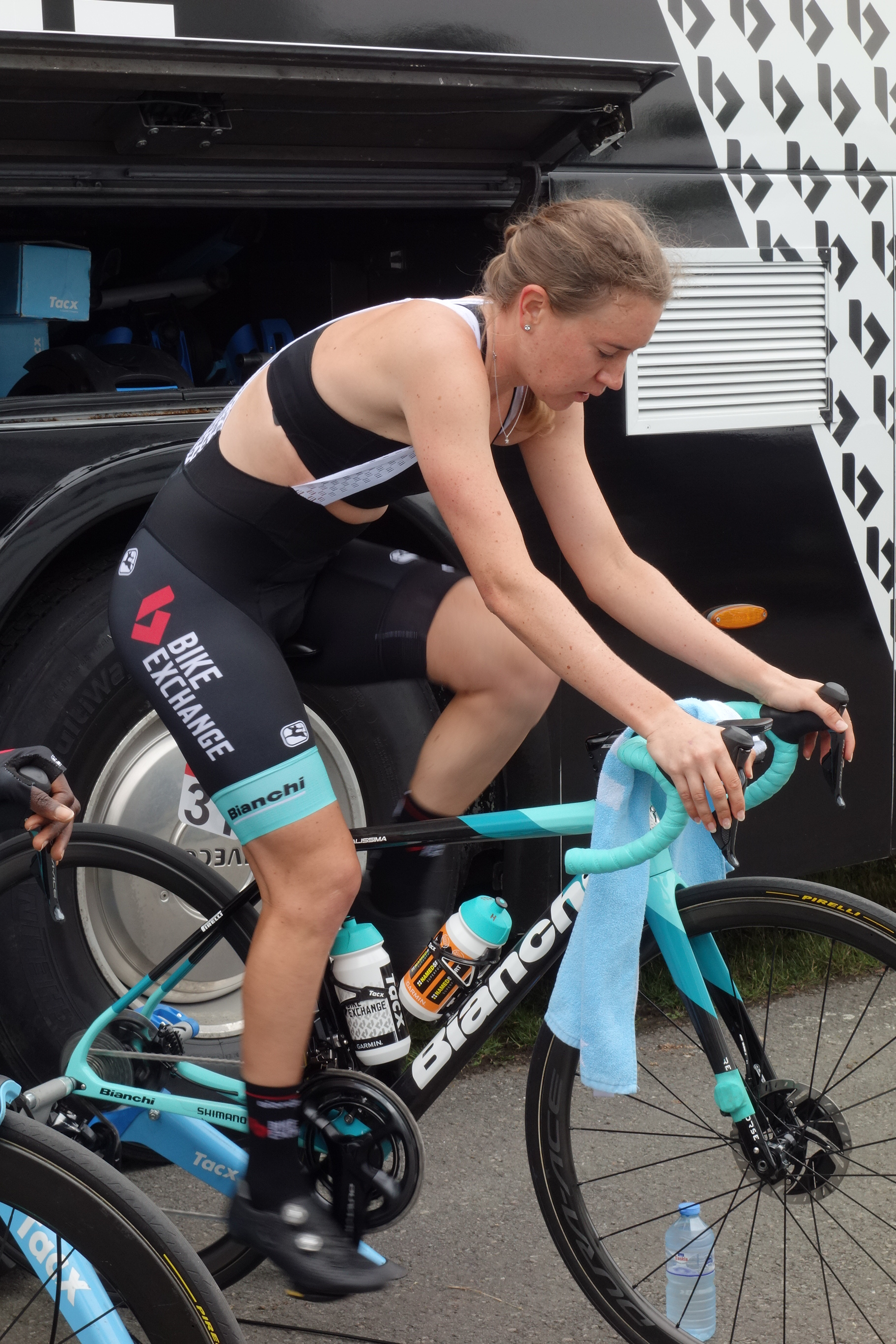
Jessica Allen
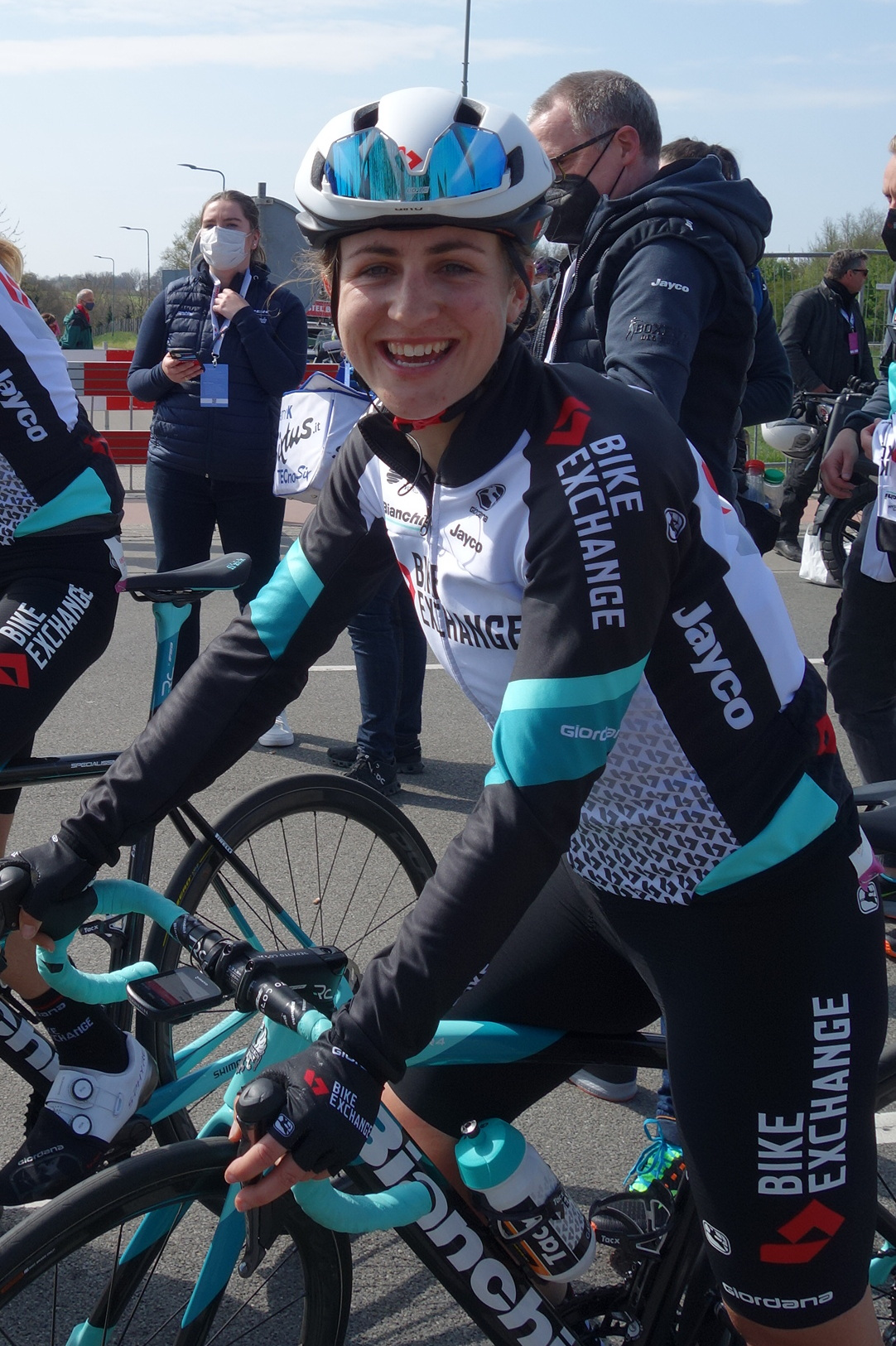
Grace Brown
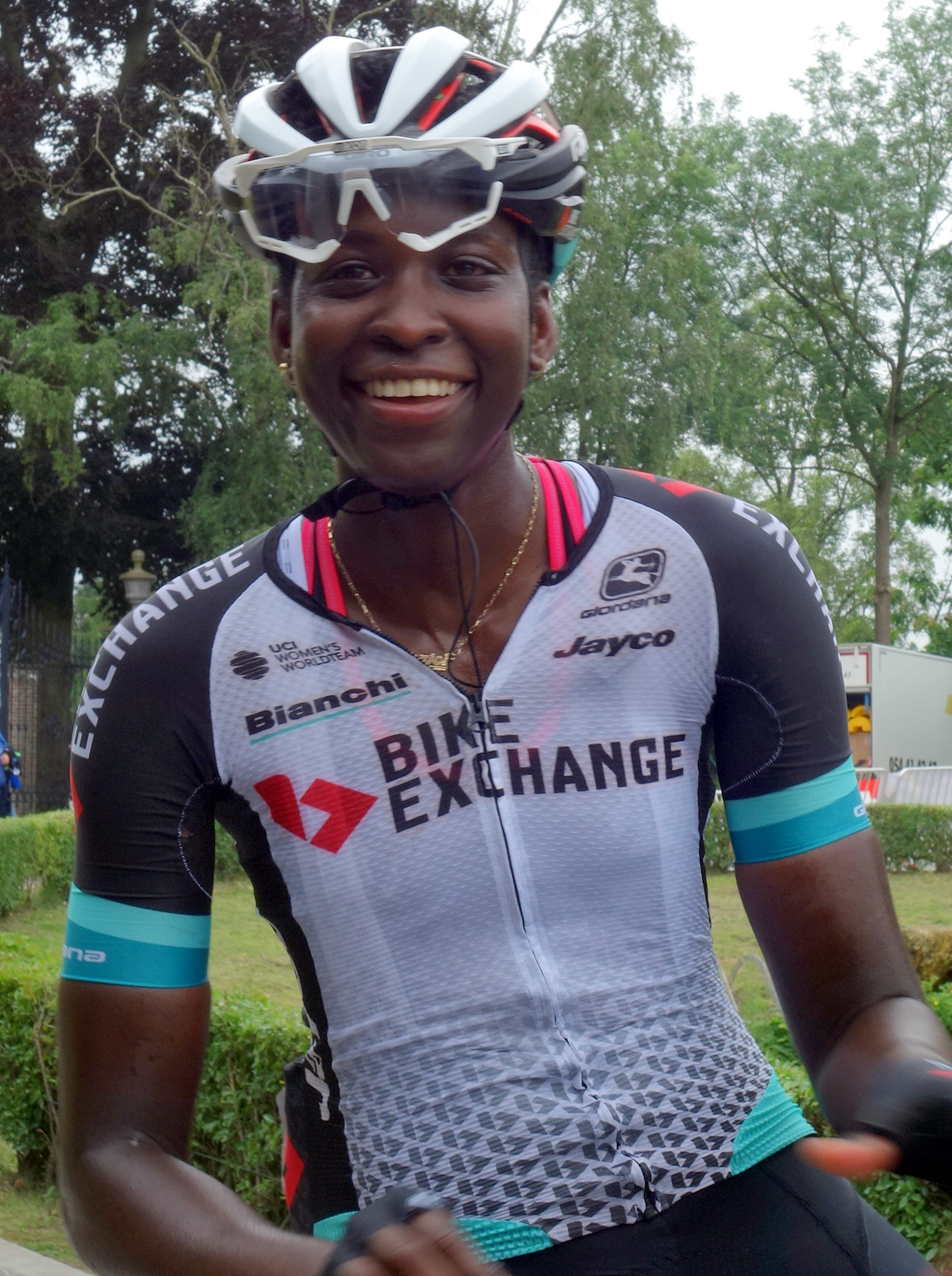
Teniel Campbell
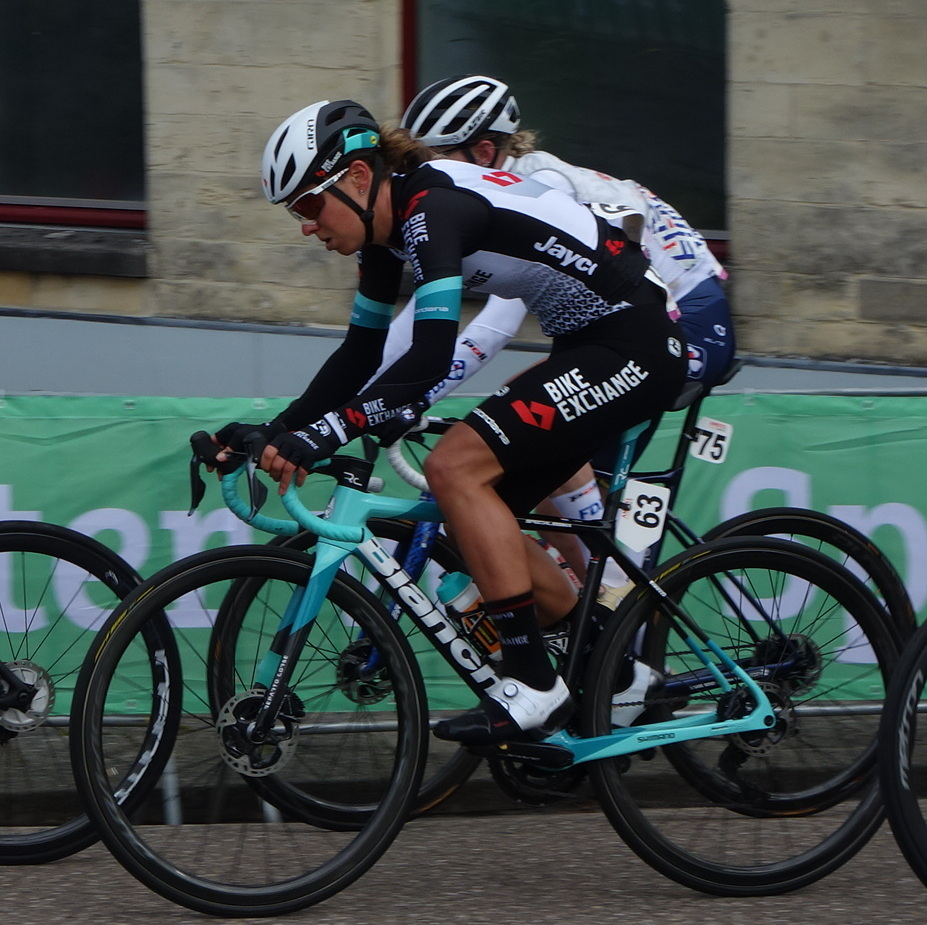
Janneke Ensing
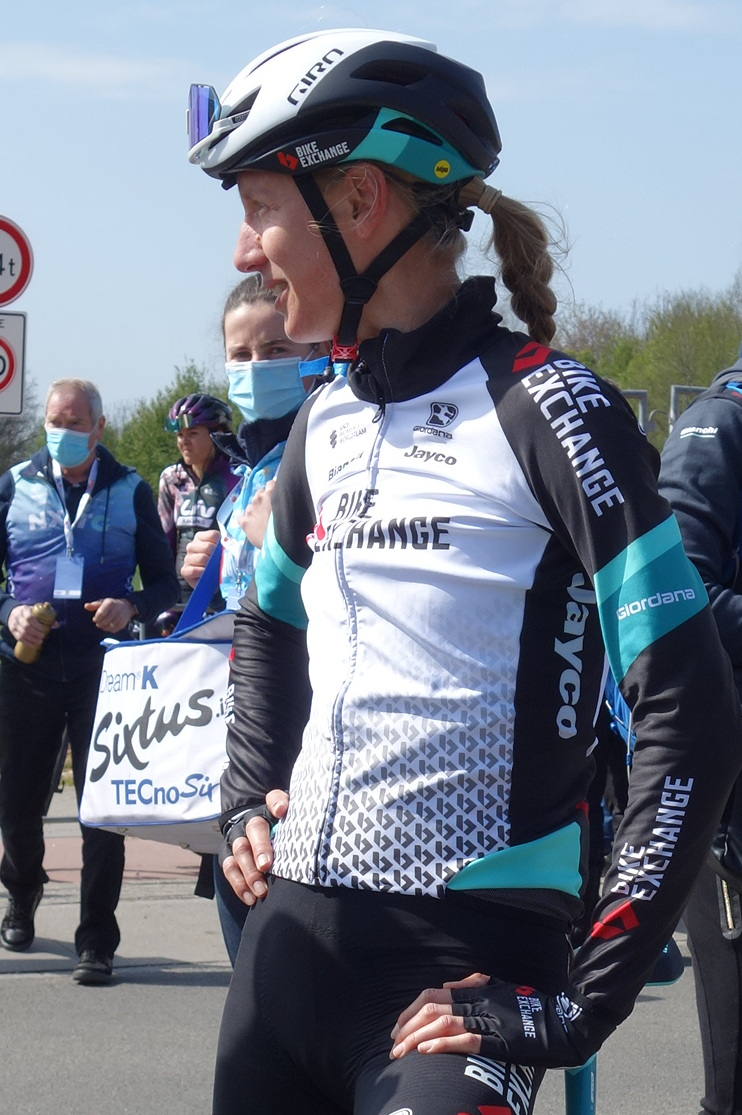
Lucy Kennedy
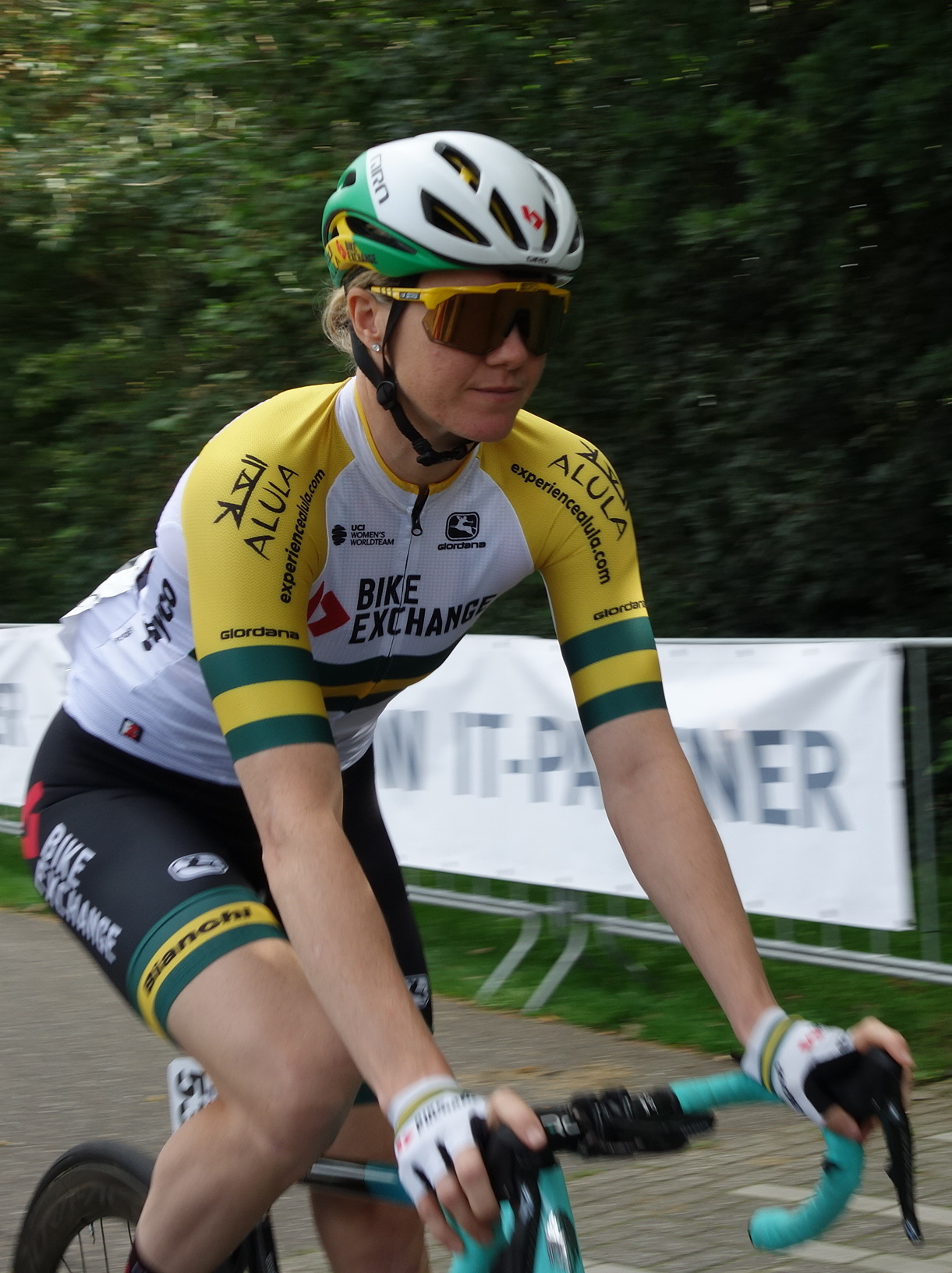
Sarah Roy
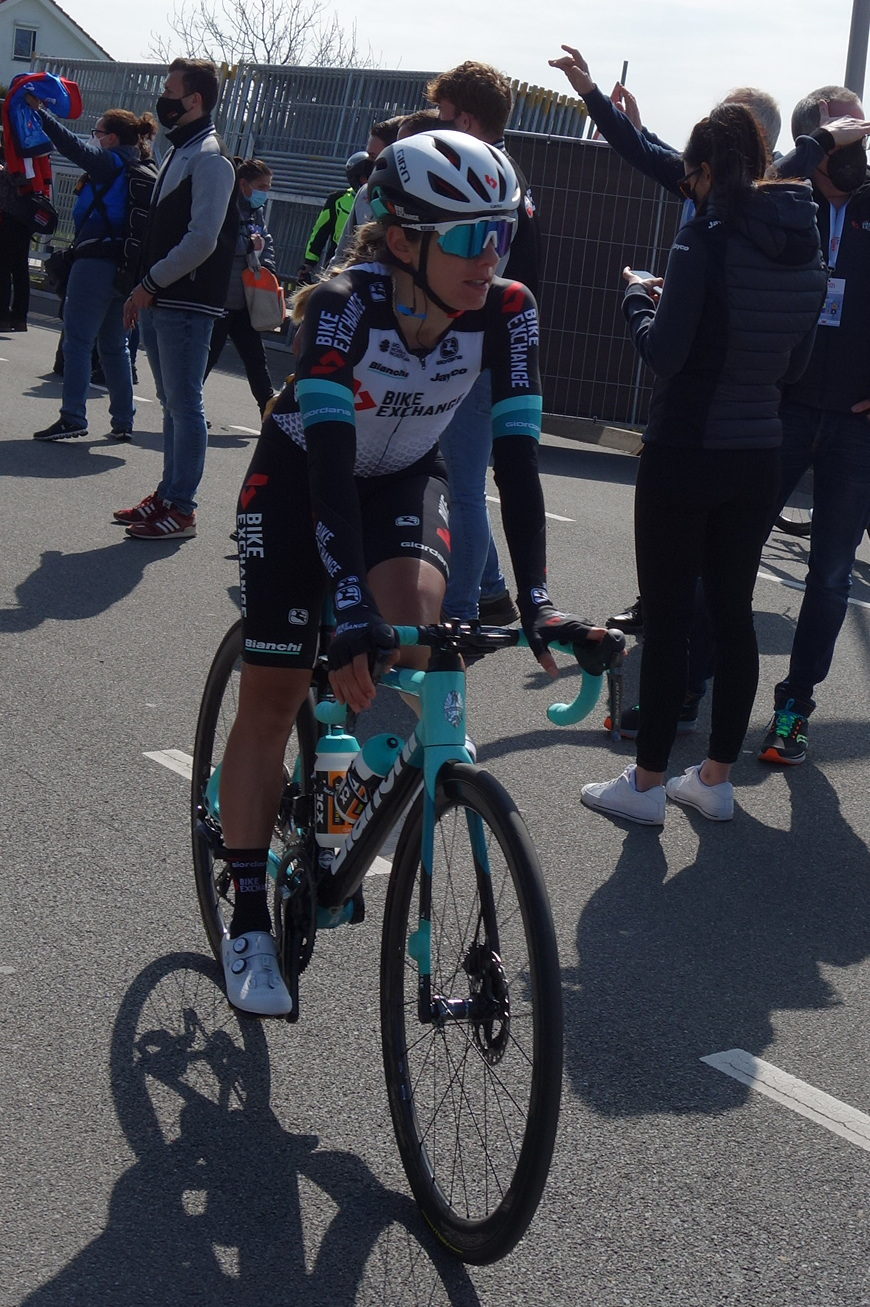
Ane Santesteban
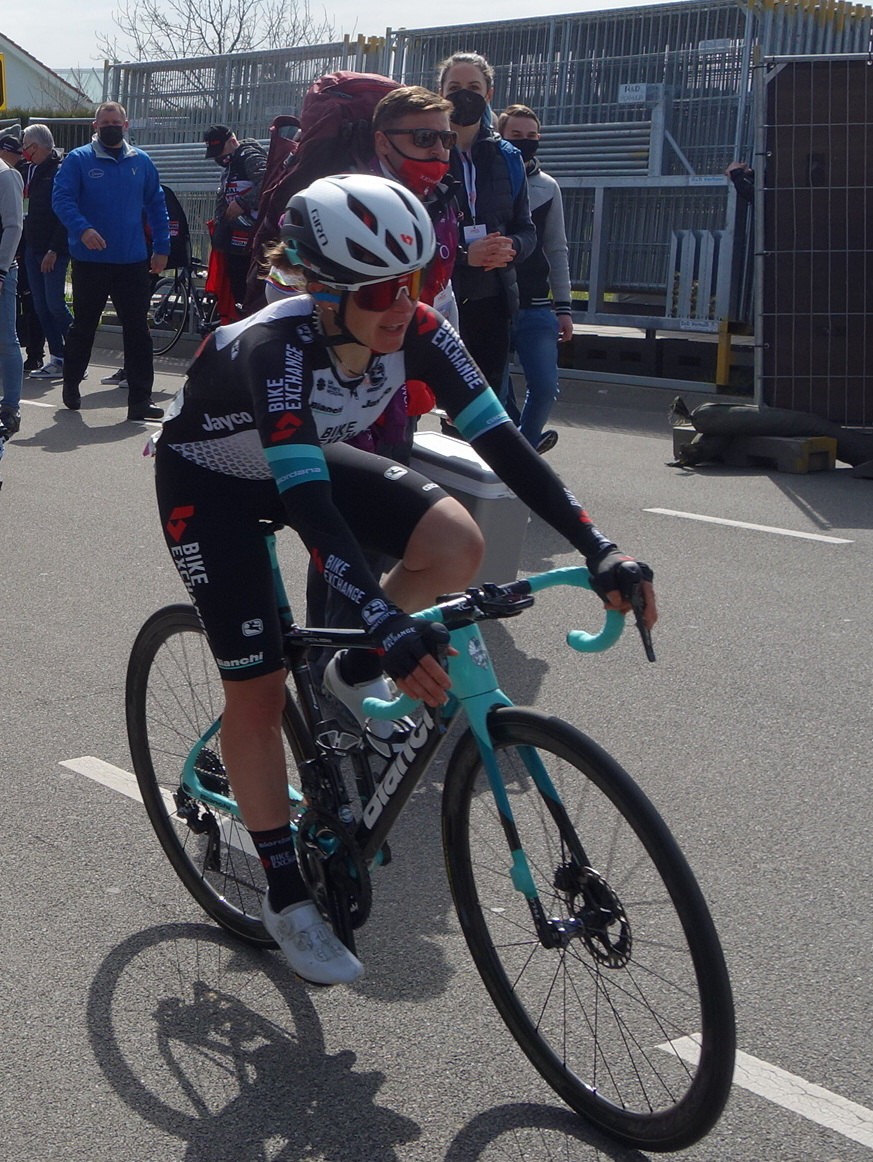
Amanda Spratt
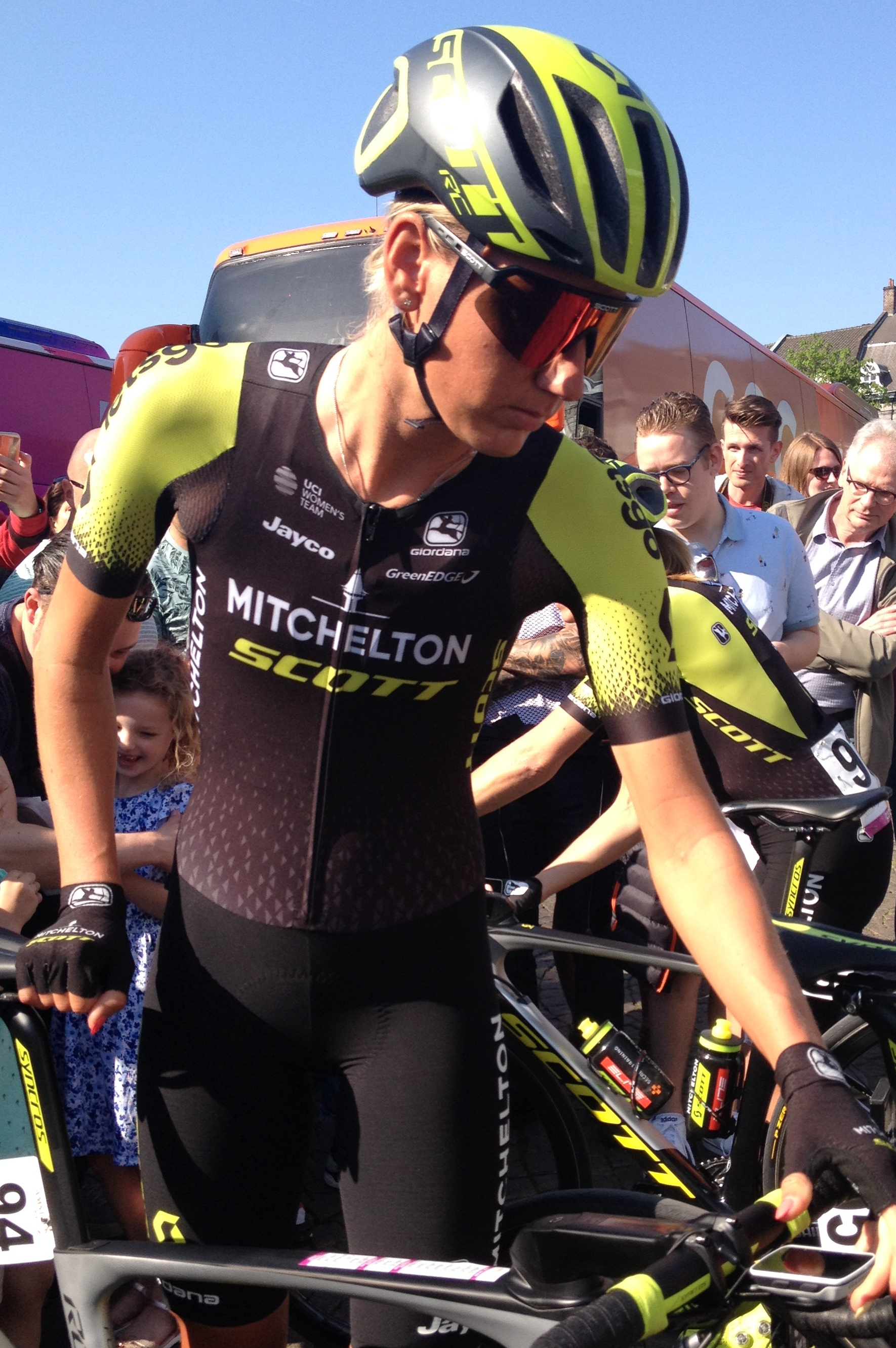
Moniek Tenniglo en 2019.
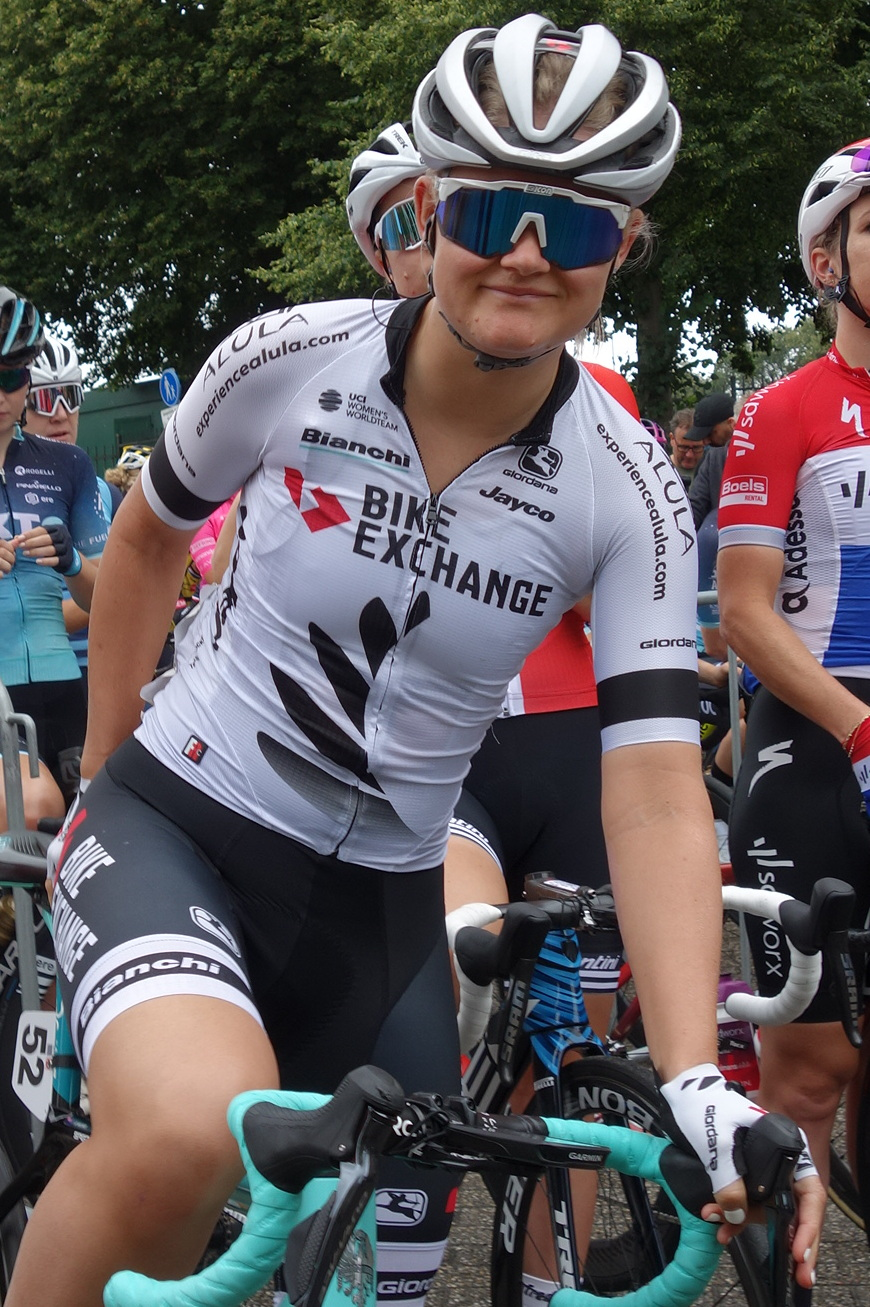
Georgia Williams

### Encadrement
Brent Copeland est le représentant de l'équipe auprès de l'UCI. Martin Vestby est le directeur sportif et est assisté par Alejandro Gonzalez Tablas.

## Déroulement de la saison

### Janvier-Février
Au championnat d'Australie du contre-la-montre, Grace Brown prend la deuxième place derrière Sarah Gigante. Sur la course en ligne, Sarah Roy s'impose devant Grace Brown. En Nouvelle-Zélande, Georgia Williams gagne le titre en contre-la-montre et sur route.
Au Circuit Het Nieuwsblad, Grace Brown se maintient dans le groupe de tête et prend la huitième place.

### Mars
Aux Strade Bianche, à vingt kilomètres de l'arrivée, Amanda Spratt revient avec les autres favorites sur la tête de la course. Elle se classe douzième.

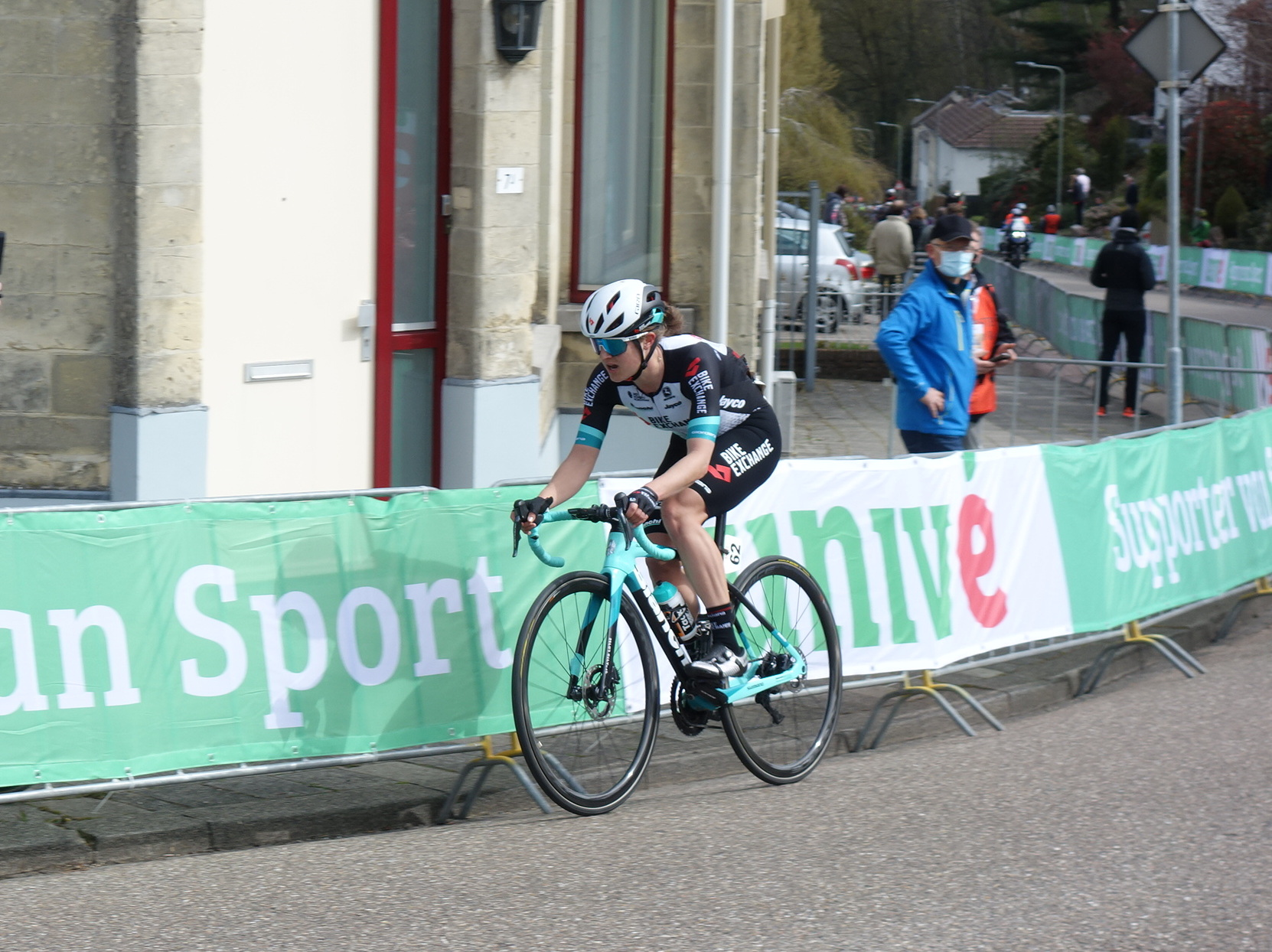
Grace Brown à l'Amstel Gold Race

À Nokere, à cinquante kilomètres de l'arrivée, Grace Brown attaque. Elle est suivie par Amy Pieters et Lisa Klein. Le peloton est mené par la Trek-Segafredo et l'écart se maintient aux alentours de trente secondes. L'échappée parvient néanmoins à résister et à se disputer la victoire. Au sprint, Amy Pieters s'impose devant Grace Brown.
Aux Trois Jours de La Panne, dans le dernier tour, en passant aux Moëres, l'accélération du peloton et le vent provoque des bordures. Il reste alors trente-deux kilomètres. Un groupe de douze favorites dont Grace Brown se forme à l'avant. À dix kilomètres de la ligne, Grace Brown attaque seule. Malgré la présence d'équipières dans le groupe de poursuite, l'Australienne se maintient en tête jusqu'au bout. À Gand-Wevelgem, Sarah Roy se classe huitième du sprint.

### Avril

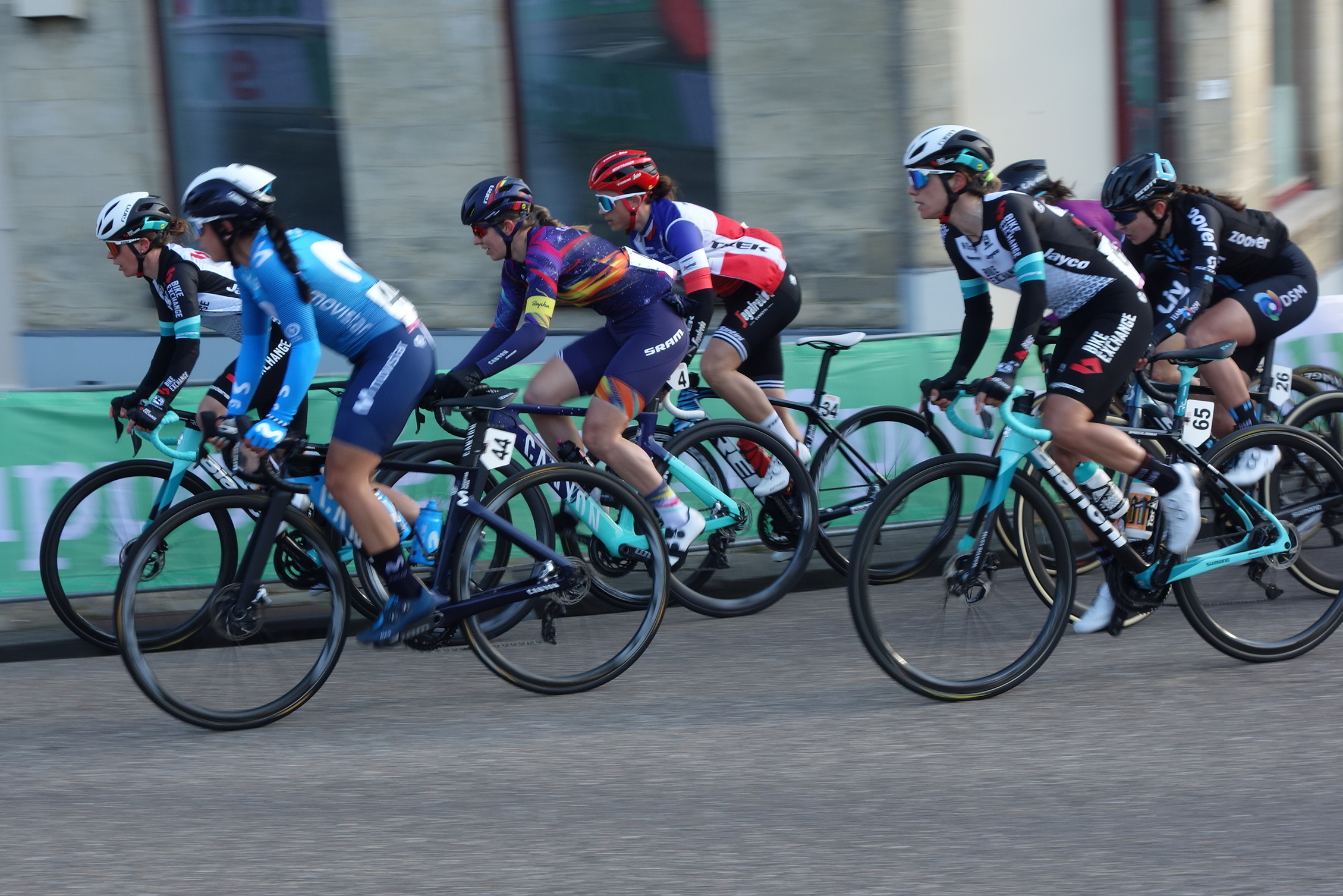
Photo à l'Amstel Gold Race avec Amanda Spratt en tête

Au Tour des Flandres, dans le vieux Quaremont, Anna van der Breggen mène le train. Seule huit coureuses dont Grace Brown parviennent à suivre. De retour sur la route, cette dernière produit une puissante attaque. Annemiek van Vleuten prend l'initiative pour combler la distance. Dans le Paterberg, Van Vleuten donne tout pour sortir. Elle passe au sommet avec huit secondes d'avance. Au sprint pour la deuxième place, Grace Brown est devancée par Lisa Brennauer et est donc troisième de la course,.

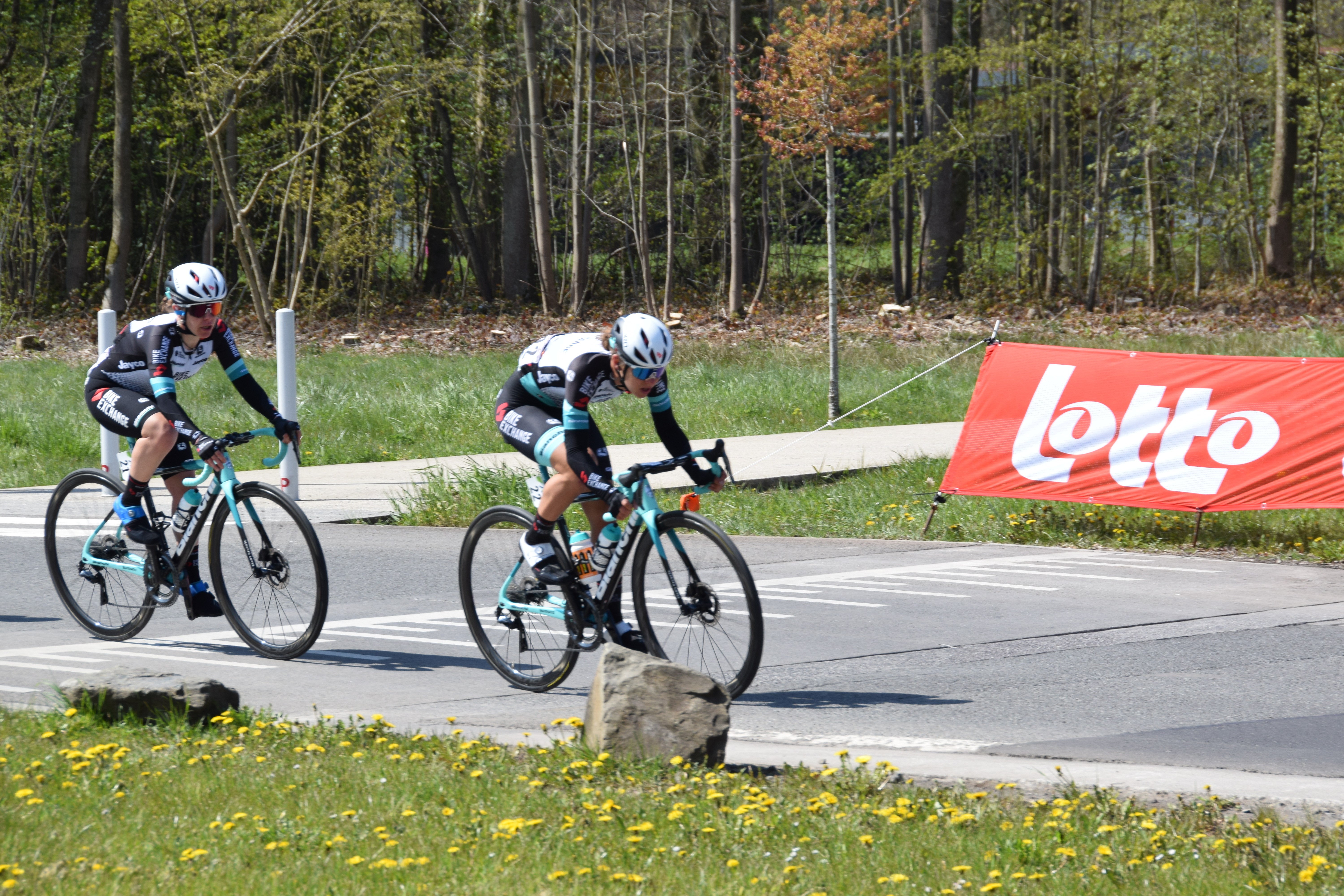
À Liège-Bastogne-Liège

À l'Amstel Gold Race, un groupe nombreux se forme en début de course. Anna van der Breggen et Grace Brown reviennent sur ce groupe, tandis qu'Annemiek van Vleuten et Cecilie Uttrup Ludwig sont piégées à l'arrière. Le peloton se regroupe néanmoins. Dans le quatrième tour, Lucy Kennedy fait partie qu'un quatuor. Elles sont reprises dans le Cauberg. Après le Bemelerberg, Rooijakkers et Brown se retrouvent échappées en tête. Leur avance se maintient autour de vingt seconde. Dans la descente menant au Geulhemmerberg, Brown distance Rooijakkers. Grace Brown est finalement reprise dans l'ascension finale du Cauberg. Amanda Spratt se classe quatrième. Amanda Spratt prend la neuvième place de la Flèche wallonne. À Liège-Bastogne-Liège, après la côte de Wanne Niamh Fisher-Black attaque.  Elle emmène avec elle six autres coureuses dont Lucy Kennedy. Le groupe est repris à cinquante kilomètres de l'arrivée dans la côte de Desnié. Amanda Spratt ne peut se mêler à la lutte finale et prend la douzième place.

### Mai
Au Tour de Burgos, dans le col de La Lora, Omer Shapira mène le rythme. Presque au sommet, Grace Brown attaque. Elle est suivie par Elise Chabbey. Niamh Fisher-Black fait le bond ensuite. Leur avance oscille autour de vingt secondes, mais elles ne sont pas reprises. Grace Brown s'impose au sprint. Le lendemain, Elise Chabbey lui ravit la première place du classement général. Sur la quatrième étape, à cinquante kilomètres de l'arrivée, un groupe de trente coureuses sort. Leur avantage atteint une minute quarante. L'ascension finale disloque le groupe de tête. Rapidement, il ne reste que : Amanda Spratt, Katrine Aalerud, Anna Shackley et Clara Koppenburg. Leur avantage est toujours de une minute trente à cinq kilomètres de la fin. Amanda Spratt et Katrine Aalerud attaquent par deux fois mais les autres reviennent. Les favorites les rattrapent néanmoins. Grace Brown est neuvième de l'étape, Amanda Spratt dixième. Grace Brown est septième du classement général final.
À la Setmana Ciclista Valenciana, Urška Žigart signe sa première victoire professionnelle dans la quatrième étape avec cinq secondes d'avance sur le peloton réglé par Arianna Fidanza.

### Juin
À La course by Le Tour de France, à deux tours de l'arrivée, Ruth Winder passe à l'offensive. Un groupe de dix athlètes dont Grace Brown se forme. Un regroupement a lieu. Dans la dernière montée, Tiffany Cromwell accélère. Katarzyna Niewiadoma enchaîne. Elle est suivie par Uttrup Ludwig, Brown et Van der Breggen. Paladin, Vos, Vollering et Lippert reviennent à deux kilomètres de l'arrivée. Grace Brown est cinquième du sprint.

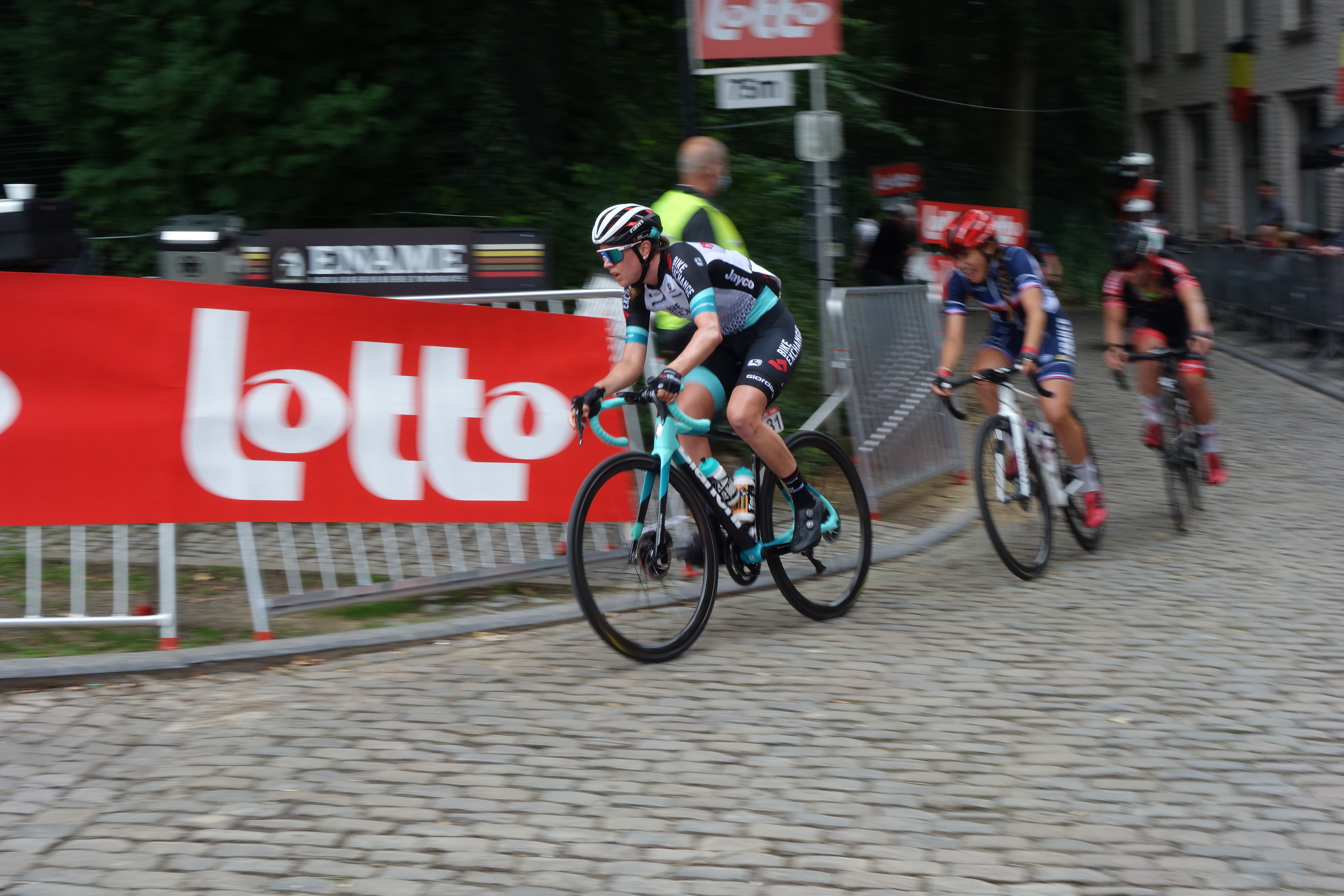
Jessica Allen au Tour de Belgique

### Juillet
Au Tour d'Italie, BikeExchange est dixième du contre-la-montre par équipes inaugural à une minute trente-et-une secondes de Trek-Segafredo. Dans la montagneuse deuxième étape, Amanda Spratt se maintient avec les favorites et finit huitième trois minutes derrière Anna van der Breggen. Le lendemain, dans la côte de Morsasco, Brodie Chapman s'échappe. Grace Brown la rejoint entre autres. Toutefois, le peloton juge ce groupe trop dangereux et elles sont reprises. Dans le contre-la-montre en côte, Grace Brown prend la troisième place à une minute dix-sept d'Anna van der Breggen. Amanda Spratt a trois minutes de retard. Sur la sixième étape, Aux quatre kilomètres,  Sarah Roy passe à l'offensive, mais elle est reprise. Dans la neuvième étape, celle reine, Amanda Spratt est quinzième à près de cinq minutes.
À la Classique de Saint-Sébastien, dans Jaizkibel, Évita Muzic, Pauliena Rooijakkers et Ane Santesteban attaquent. Elles ont une minute quatorze d'avance au sommet. Dans la descente, Audrey Cordon-Ragot et Olivia Baril reviennent sur la tête. Juste avant la côte de Gurutze, Tatiana Guderzo revient également sur l'avant. Elles ont alors deux minutes d'avance sur le peloton. Elles sont cependant reprises dans la côte finale. Janneke Ensing est douzième.
Grace Brown se classe quatrième du contre-la-montre olympique sept secondes derrière Anna van der Breggen.

### Août

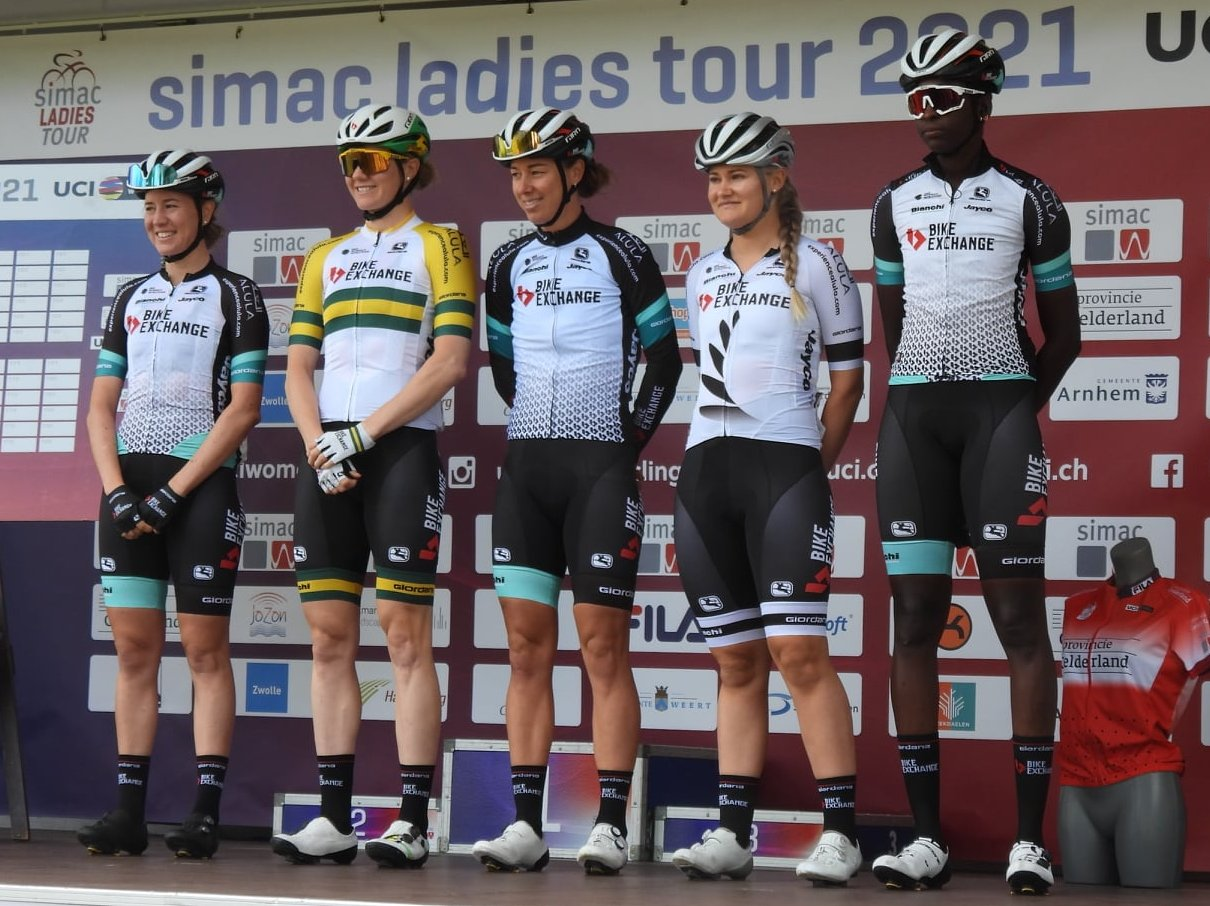
Équipe au Simac Ladies Tour

Au Tour de Norvège, Sarah Roy est septième du sprint de la deuxième étape et cinquième de la dernière étape, les deux fois au sprint.
Au Simac Ladies Tour, Sarah Roy est septième du contre-la-montre. Le lendemain, Janneke Ensing multiplie les offensives, mais on ne la laisse pas partir. Sur la cinquième étape, à soixante kilomètres de la ligne, un groupe avec Teniel Campbell sort. À trente kilomètres du but, Campbell est distancée de la tête. Quatorze kilomètres plus loin, Janneke Ensing sort du peloton et opère la jonction sur la tête. Dans le dernier tour, Ensing et Harris sont distancées.

### Septembre

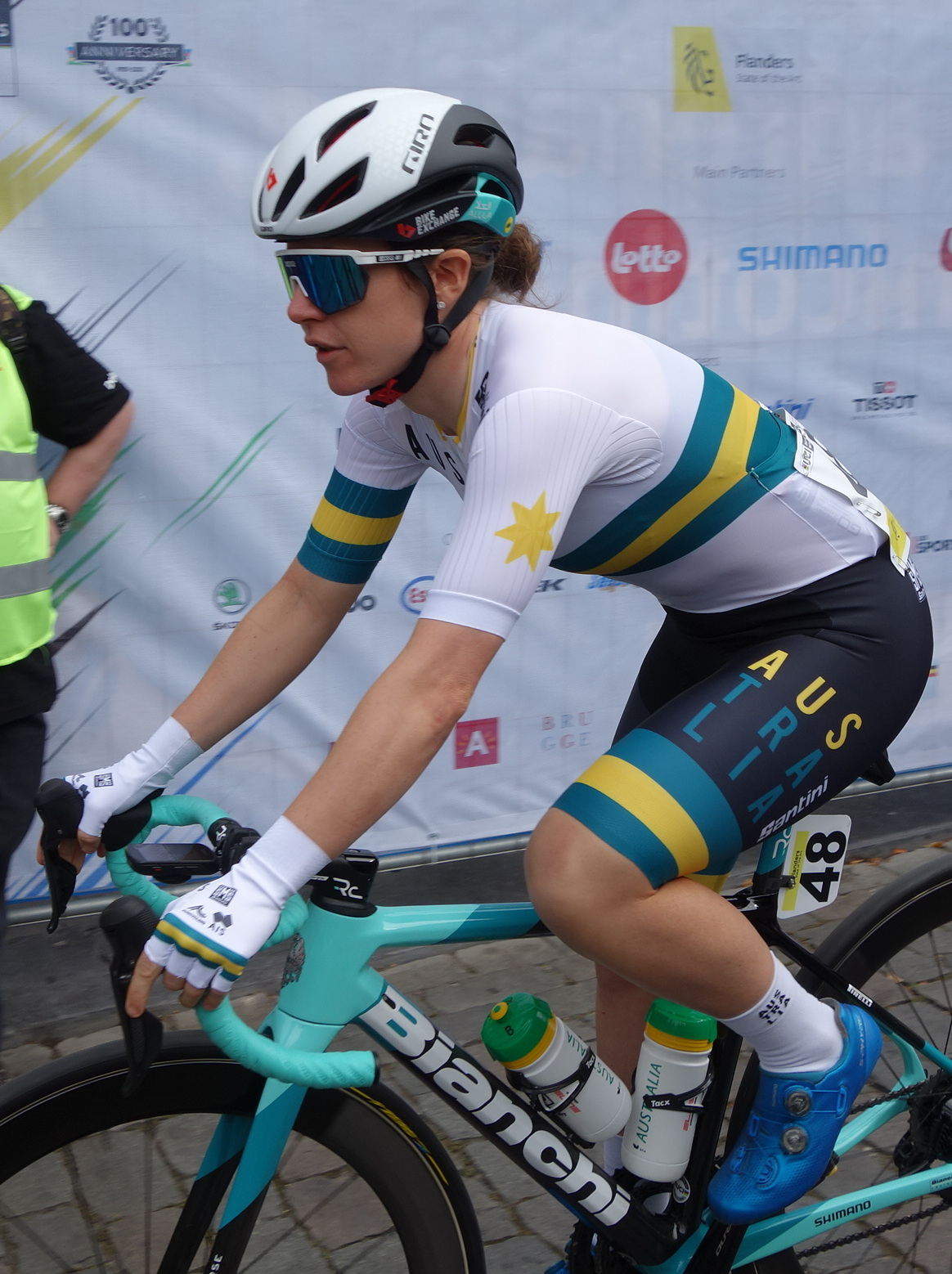
Amanda Spratt au départ des championnats du monde

Au Tour de l'Ardèche, Ane Santesteban fait partie du groupe des favorites sur la deuxième étape et se classe cinquième. Sur la quatrième étape, dans la première ascension, Lucy Kennedy et Ruth Winder sortent à leur tour du peloton. Elles reviennent sur l'avant au kilomètre soixante-douze. Ane Santesteban est quatrième. Elle est sixième le lendemain. Sur la sixième étape, au kilomètre trente, un groupe de onze coureuses sort. Au sprint, Teniel Campbell s'impose. Sur la septième étape, Amanda Spratt tente la première, mais est immédiatement reprise. Lucy Kennedy attaque plus tard. Elle est suivie par Lucinda Brand et Jeanne Korevaar. Leur avance maximale est d'une minute cinquante. Dans la dernière montée, Lucinda Brand attaque pour aller s'imposer devant Jeanne Korevaar. Lucy Kennedy est troisième. Au classement général, Ane Santesteban est troisième.

### Octobre
Au Women's Tour, Jenneke Ensing et Teniel Campbell sont actives, mais l'équipe n'obtient pas de résultats.
Au Tour de Drenthe, Janneke Ensing, pour sa dernière course professionnelle, attaque. Elle revient sur Nooijen partie avant. Elles ont alors une minute quarante-cinq d'avance. Peu après, Lieke Nooijen est victime d'un ennui mécanique et conclut ainsi son échappée. Ensing est reprise à quatre-vingt-cinq kilomètres de l'arrivée.

## Victoires

### Sur route
| Victoires | Victoires                                           | Victoires        | Victoires | Victoires        | Victoires |
| Date      | Course                                              | Pays             | Classe    | Vainqueur        |           |
| --------- | --------------------------------------------------- | ---------------- | --------- | ---------------- | --------- |
| 7 fév.    | Championnat d'Australie sur route                   | Australie        | CN        | Sarah Roy        |           |
| 12 fév.   | Championnat de Nouvelle-Zélande du contre-la-montre | Nouvelle-Zélande | CN        | Georgia Williams |           |
| 14 fév.   | Championnat de Nouvelle-Zélande sur route           | Nouvelle-Zélande | CN        | Georgia Williams |           |
| 25 mars   | Classic Bruges-La Panne                             | Belgique         | 1.WWT     | Grace Brown      |           |
| 9 mai     | 4e étape de la Semaine cycliste valencienne         | Espagne          | 2.1       | Urška Žigart     |           |
| 20 mai    | 1re étape du Tour de Burgos                         | Espagne          | 2.WWT     | Grace Brown      |           |
| 13 sept.  | 6e étape du Tour de l'Ardèche                       | France           | 2.1       | Teniel Campbell  |           |

### Résultats sur les courses majeures

#### World Tour
| Date          | #  | Course                                   | Pays        | Meilleure classée | Classement |
| ------------- | -- | ---------------------------------------- | ----------- | ----------------- | ---------- |
| 6 mars        | 1  | Strade Bianche                           | Italie      | Amanda Spratt     | 12e        |
| 21 mars       | 2  | Trofeo Alfredo Binda-Comune di Cittiglio | Italie      | Amanda Spratt     | 22e        |
| 25 mars       | 3  | Trois Jours de La Panne                  | Belgique    | Grace Brown       | Vainqueur  |
| 28 mars       | 4  | Gand-Wevelgem                            | Belgique    | Sarah Roy         | 8e         |
| 4 avril       | 5  | Tour des Flandres                        | Belgique    | Grace Brown       | 3e         |
| 18 avril      | 6  | Amstel Gold Race                         | Pays-Bas    | Amanda Spratt     | 4e         |
| 18 avril      | 7  | Flèche wallonne                          | Belgique    | Amanda Spratt     | 9e         |
| 25 avril      | 8  | Liège-Bastogne-Liège                     | Belgique    | Amanda Spratt     | 10e        |
| 20-23 mai     | 9  | Tour de Burgos                           | Espagne     | Grace Brown       | 7e         |
| 26 juin       | 10 | La course by Le Tour de France           | France      | Grace Brown       | 5e         |
| 31 juillet    | 11 | Classique de Saint-Sébastien             | Espagne     | Janneke Ensing    | 12e        |
| 12-15 août    | 12 | Tour de Norvège                          | Norvège     | Janneke Ensing    | 18e        |
| 24-29 août    | 13 | Simac Ladies Tour                        | Pays-Bas    | Janneke Ensing    | 19e        |
| 30 août       | 14 | Grand Prix de Plouay                     | France      | -                 | -          |
| 2-5 septembre | 15 | Ceratizit Challenge by La Vuelta         | Espagne     | Ane Santesteban   | 13e        |
| 2 octobre     | 16 | Paris-Roubaix                            | France      | Sarah Roy         | 23e        |
| 4-9 octobre   | 17 | The Women's Tour                         | Royaume-Uni | Sarah Roy         | 15e        |
| 23 octobre    | 18 | Tour de Drenthe                          | Pays-Bas    | Sarah Roy         | 13e        |

Grace Brown est dixième du classement individuel. BikeExchange est dixième du classement par équipes.

#### Grand tour
| Grand tour            | Tour d'Italie         |
| --------------------- | --------------------- |
| Coureuse (classement) | Ane Santesteban (32e) |
| Accessits             | -                     |

## Classement mondial
| Classement UCI | Classement UCI   | Classement UCI    | Classement UCI |
| Coureuse       | Coureuse         | Pays              | Points         |
| -------------- | ---------------- | ----------------- | -------------- |
| 14e            | Grace Brown      | Australie         | 1636 pts       |
| 50e            | Amanda Spratt    | Australie         | 552 pts        |
| 57e            | Sarah Roy        | Australie         | 458 pts        |
| 61e            | Ane Santesteban  | Espagne           | 443 pts        |
| 120e           | Teniel Campbell  | Trinité-et-Tobago | 179 pts        |
| 139e           | Janneke Ensing   | Pays-Bas          | 157 pts        |
| 145e           | Georgia Williams | Nouvelle-Zélande  | 153 pts        |
| 179e           | Urška Žigart     | Slovénie          | 117 pts        |
| 192e           | Arianna Fidanza  | Italie            | 103 pts        |
| 227e           | Lucy Kennedy     | Australie         | 85 pts         |

BikeExchange est dixième du classement par équipes.